# Pterostoma caudaspicina
Pterostoma caudaspicina är en fjärilsart som beskrevs av Johann August Ephraim Goeze 1783. Pterostoma caudaspicina ingår i släktet Pterostoma och familjen tandspinnare. Inga underarter finns listade.